# Ambarcılı, Gülyalı
Ambarcılı là một xã thuộc huyện Gülyalı, tỉnh Ordu, Thổ Nhĩ Kỳ. Dân số thời điểm năm 2010 là 225 người.